# Krzyszkowice (Wieliczka)
Krzyszkowice – osiedle w zachodniej części Wieliczki, obejmująca swoim obszarem ulice: Akacjowa, Bolesława Chrobrego, Bolesława Wstydliwego, Chabrowa, Probusa, Władysława Jagiełły, Jaśminowa, Krakowska od nr 14 do końca /parzyste/, Kaczeńce, Kasztanowa, Krzyszkowicka, Kopce, Lipowa, Leśna,  Łany, Mieszka I, Modrzewiowa, Ochota, Parkowa, Podleśna, Podgórska, Różana, Sadowa, Słoneczna, Sobótki, Strzelców wielickich, Solna, św. Barbary, św. Kingi, Zacisze. 1 stycznia 1973 włączone do Wieliczki.
W 1899 roku poświęcono budynek szkoły wybudowany przez Erazma Jerzmanowskiego. Oprócz budynku z 2 salami lekcyjnymi podarował szkole "4 morgi gruntu" i wybudował budynki gospodarcze. Kierownikiem szkoły był p. Tatara.
Na terenie osiedla znajduje się Samorządowa Szkoła Podstawowa nr 4 im. Erazma Jerzmanowskiego w Wieliczce, kościół parafialny św. Pawła Apostoła oraz kaplica Matki Boskiej Nieustającej Pomocy, Dom Ludowy z oddziałem Powiatowej i Miejskiej Biblioteki Publicznej w Wieliczce, boisko i budynek klubowy założonego w 1927 roku TS Wieliczanka.
Główne szlaki komunikacyjne osiedla to ul. Sadowa, ul. Krzyszkowicka i ul. Ochota. Przy skrzyżowaniu ulic Krzyszkowickiej i Ochota znajduje się posesja i dom nieboszczki Ewy Demarczyk.
W latach 1954–1960 wieś należała i była siedzibą władz gromady Krzyszkowice, po jej zniesieniu w gromadzie Wieliczka.